# Filip Ivanović (politico)
Filip Ivanović (in cirillico: Филип Ивановић?; Podgorica, 6 gennaio 1986) è un filosofo e politico montenegrino, ministro degli affari esteri del Montenegro dal 2023 al 2024. Da luglio 2024 è vice primo ministro per gli affari esteri ed europei.
È ricercatore presso l'Università del Montenegro e direttore del Centro di studi ellenici di Podgorica.

## Biografia

### Educazione e carriera accademica
Ivanović terminò la scuola elementare e il liceo nella sua città natale. Si è laureato (con 110/110) in filosofia presso l'Università di Bologna, dove ha conseguito anche la laurea specialistica (con 110/110 e lode) nel 2009 con una tesi su Dionigi l'Areopagita.
Ha conseguito il dottorato di ricerca nel 2014 presso il Dipartimento di filosofia e studi religiosi dell'Università norvegese di scienza e tecnologia a Trondheim.
Ha inoltre completato gli studi professionali post-laurea ("Postgraduate Diploma") in pratica diplomatica presso l'Istituto delle Nazioni Unite per la formazione e la ricerca (UNITAR).
Dal 2010 al 2014 ha lavorato come docente e ricercatore (research & teaching fellow) presso l'Università norvegese di scienza e tecnologia. Dal 2015 al 2016 è stato ricercatore presso il Van Leer Institute di Gerusalemme e ricercatore invitato presso la Università Ebraica di Gerusalemme. Dal 2016 al 2017 lavora come ricercatore presso il dipartimento di studi ellenici dell'Università di Lovanio. Ha trascorso periodi di studio e di ricerca presso l'Università di Aarhus (2010) e due volte (2012/2013 e 2017/2018) presso l'Istituto norvegese di Atene come borsista della Onassis Foundation. Nell'anno 2018/2019 insegna estetica presso l'Accademia di Musica dell'Università del Montenegro, e nel 2019 diviene docente in filosofia e cultura presso l'Università di Donja Gorica a Podgorica. Nell'aprile 2022 diviene docente ricercatore presso l'Istituto di studi avanzati dell'Università del Montenegro.
È il fondatore e direttore del Centro di studi ellenici a Podgorica, fondatore della International Conference of Hellenic Studies, e direttore della rivista scientifica internazionale Akropolis: Journal of Hellenic Studies. È membro del Committato di filosofia e sociologia dell'Accademia montenegrina delle scienze e delle arti (CANU), del Gruppo di lavoro per i negoziati sull'adesione del Montenegro Unione europea per il capitolo 25 "Scienza e ricerca", College of Research Associates della Fondazione europea per la scienza. È esperto presso l'Agenzia per il controllo e la garanzia della qualità dell'istruzione superiore del Montenegro. È membro del Consiglio dell'Università del Montenegro. Nel 2022 è stato membro della Giuria per l'assegnazione del Premio Tredici Luglio, il più alto riconoscimento statale del Montenegro.
È membro di numerose associazioni scientifiche e professionali, tra cui: Centro di giovani scienziati ed artisti CANU, Società internazionale per lo studio della filosofia medievale, Associazione internazionale di studi patristici, Associazione patristica nordamericana, dell'American Philosophical Association, ecc.
Ivanović è anche socio della Young Academy of Europe e socio (fellow) della Royal Historical Society.
Ha partecipato a oltre trenta convegni internazionali in Italia, Argentina, Israele, Grecia, Regno Unito, Spagna, Russia, ecc. Oltre al serbo-croato, parla inglese, italiano e francese e usa lo spagnolo e il greco.

### Carriera politica
Il Governo di Zdravko Krivokapić ha nominato Ivanović ambasciatore del Montenegro presso la Santa Sede, per cui ha ricevuto il gradimento della Santa Sede nel settembre 2021. L'allora presidente del Montenegro Milo Đukanović rifiutò di firmare le lettere credenziali per Ivanović, giustificando tale posizione con l'opinione che un diplomatico di carriera dovesse essere mandato in Vaticano.
È uno dei fondatori e membro della Presidenza del Movimento Europa Ora! guidato da Milojko Spajić e l'attuale presidente del Montenegro Jakov Milatović. Nell'aprile 2023 è diventato membro dell'Assemblea comunale di Podgorica, ma poco dopo si è dimesso, citando l'incompatibilità con altri incarichi.
Dopo la vittoria di Milatović alle elezioni presidenziali, è diventato consigliere del presidente per la politica estera.
Nelle elezioni parlamentari dell'11 giugno 2023, Ivanović era secondo nella lista dopo Milojko Spajić. Europa Ora! ha ottenuto 24 seggi nel Parlamento.
Il 31 ottobre 2023 è stato nominato ministro degli affari esteri del Montenegro in seno al governo guidato da Milojko Spajić. Dopo il rimpasto a luglio 2024, ministro degli affari esteri diviene Ervin Ibrahimović, mentre Ivanović viene nominato vice primo ministro per gli affari esteri ed europei.

## Opere (selezione)

### Libri
- Desiring the Beautiful: The Erotic-Aesthetic Dimension of Deification in Dionysius the Areopagite and Maximus the Confessor, Washington, DC: The Catholic University of America Press, 2019
- Symbol and Icon: Dionysius the Areopagite and the Iconoclastic Crisis, Eugene, OR: Pickwick, 2010

### Capitoli ed articoli
- “Accordo e armonia. L’estetica neoplatonica di Leon Battista Alberti”, in: A. Tagliapietra, G. Ghirelli, E. Maglione, C. Piccione (a cura di), Storie dell'dea di immagine. Dalla filosofia antica all'arte contemporanea, Milano: Mimesis, 2022, 191-207.
- “Il pensiero patristico bizantino dei secoli IV-VIII e l’ambiente”, Byzantina Symmeikta, 31, 2021, 139-152.
- “Pseudo-Dionysius and the Importance of Sensible Things”, in: F. Dell’Acqua & E.S. Mainoldi (eds.), Pseudo-Dionysius and Christian Visual Culture c. 500-900, London: Palgrave MacMillan, 2020, 77-87.
- “Philosophy as a Way of Life in Maximus the Confessor”, in: K. Boudouris (ed.), Proceedings of the XXIII World Congress of Philosophy, vol. 6, Charlottesville: Philosophy Documentation Center, 2018, 5-9.
- "Педагошка и терапеутска улога философије код Климента Александријског", Гласник Одјељења хуманистичких наука Црногорске академије наука и умјетност, 4, 2018, 199-217.
- “Union with and Likeness to God: Deification According to Dionysius the Areopagite”, in: M. Edwards & E. Vasilescu (eds.), Visions of God and Ideas on Deification in Patristic Thought, London: Routledge, 2017, 118-157.
- “Maximus the Confessor’s Conception of Beauty”, International Journal of the Classical Tradition, 22:2, 2015, 159-179.
- “The Eternally and Uniquely Beautiful: Dionysius the Areopagite’s Understanding of the Divine Beauty”, International Journal of Philosophy and Theology, 75:3, 2014, 188- 204.
- "Знање и традиција код Климента Александријског", Филозофија и друштво, 24:2, 2013, 264-274.
- “The Ecclesiology of Dionysius the Areopagite”, International Journal for the Study of the Christian Church, 11:1, 2011, 27-44.
- “Byzantine Philosophy and its Historiography”, Byzantinoslavica: Revue internationale des études byzantines, 68, 2010, 369-381.

### Opinioni
- "Papa Benedikt XVI: od divljenja do kritika", Vijesti, 05.01.2023.[33]
- « La diplomatie de François s’inscrit dans l’attitude de neutralité et d’affirmation de la paix », Le Monde, 03 août 2022.[34]
- "Mora da se mijenja paradigma političkog djelovanja", RTCG, 27.07.2022.[35]
- "Turkey and the Eastern Mediterranean: A Chance for Cooperation or a Warning of Conflict?", E-International Relations, Apr 16 2022[36]
- "Balkan Countries Must Get Serious on Science Diplomacy", Balkan Insight, March 1, 2021[37]
- "Rigorozna reforma univerziteta", Vijesti, 01.07.2015.[38]